# Ilusión del poste de barbero

Figura 1: Un ejemplo de la ilusión del barbero. En realidad, la rejilla se desplaza hacia abajo y hacia la derecha a 45 grados, pero su movimiento es capturado por el eje alargado de la apertura.

La ilusión del palo de barbero es una ilusión visual que revela sesgos en el procesamiento del movimiento visual en el cerebro humano. Esta ilusión visual ocurre cuando un poste con rayas diagonales se gira alrededor de su eje vertical (horizontalmente), visualmente parece como si las rayas se estuvieran moviendo en la dirección de su eje vertical (hacia abajo en el caso de la animación a la derecha) en vez de que parezca que giren a su alrededor.

## Historia

Un poste de barbero.

En 1929, el psicólogo JP Guilford notó informalmente una paradoja en el movimiento percibido de las rayas en un poste de barbero giratorio. El palo de barbero gira en su lugar sobre su eje vertical, pero las rayas parecen moverse hacia arriba en lugar de girar con el palo. Guilford atribuyó tentativamente el fenómeno a los movimientos oculares, pero reconoció la ausencia de datos sobre la pregunta.
En 1935, Hans Wallach publicó una serie completa de experimentos relacionados con este tema, pero como el artículo estaba en alemán, los investigadores de habla inglesa no se enteraron de dichas publicaciones de inmediato. En 1976 se publicó un resumen en inglés de la investigación y en 1996 se publicó una traducción completa al inglés del artículo de 1935 El análisis de Wallach se centró en la interacción entre los puntos terminales de las líneas diagonales y la apertura implícita creada por los bordes del poste.

## Explicación

Figura 3: En este ejemplo, el movimiento de la rejilla es idéntico al de la Figura 1, pero la apertura es isótropa.

Esta ilusión ocurre porque una barra o contorno dentro de un marco de referencia proporciona información ambigua sobre su dirección "real" de movimiento. El movimiento real de la línea tiene muchas posibilidades. Por tanto, la forma de la abertura tiende a determinar la dirección de movimiento percibida para un contorno en movimiento idéntico por lo demás. Una apertura alargada verticalmente hace que el movimiento vertical sea dominante, mientras que una apertura alargada horizontalmente hace que el movimiento horizontal sea dominante. En el caso de una apertura circular o cuadrada, la dirección de movimiento percibida suele ser ortogonal a la orientación de las rayas (diagonal, en este caso). La dirección de movimiento percibida se relaciona con la terminación de los puntos finales de la línea dentro del borde interior del oclusor. La apertura vertical, por ejemplo, tiene bordes más largos en la orientación vertical, creando un mayor número de terminadores que se mueven verticalmente sin ambigüedades. Esta señal de movimiento más fuerte nos obliga a percibir el movimiento vertical. Funcionalmente, este mecanismo ha evolucionado para garantizar que percibimos un patrón en movimiento como una superficie rígida que se mueve en una dirección.
Las neuronas sensibles al movimiento individuales en el sistema visual solo tienen información limitada, ya que ven solo una pequeña porción del campo visual (una situación conocida como el "problema de apertura" ). En ausencia de información adicional, el sistema visual prefiere el movimiento más lento posible: es decir, el movimiento ortogonal a la línea en movimiento. Las neuronas que pueden corresponder a la percepción de patrones parecidos a postes de barbero se han identificado en la corteza visual de los hurones .

## Analógico auditivo
Un efecto similar ocurre en el tono de Shepard, que es una ilusión auditiva.